# Słodowo (Włocławek)
Słodowo – osiedle włocławskie, znajdujące się na pograniczu dzielnic Południe i Zazamcze, między ulicami Słodowską i Szpitalną. Nazwa wywodzi się od XIV-wiecznego młyna słodowego na rzece Zgłowiączce.

## Historia

### Młyn na Słodowie, 1377-ok. 1956

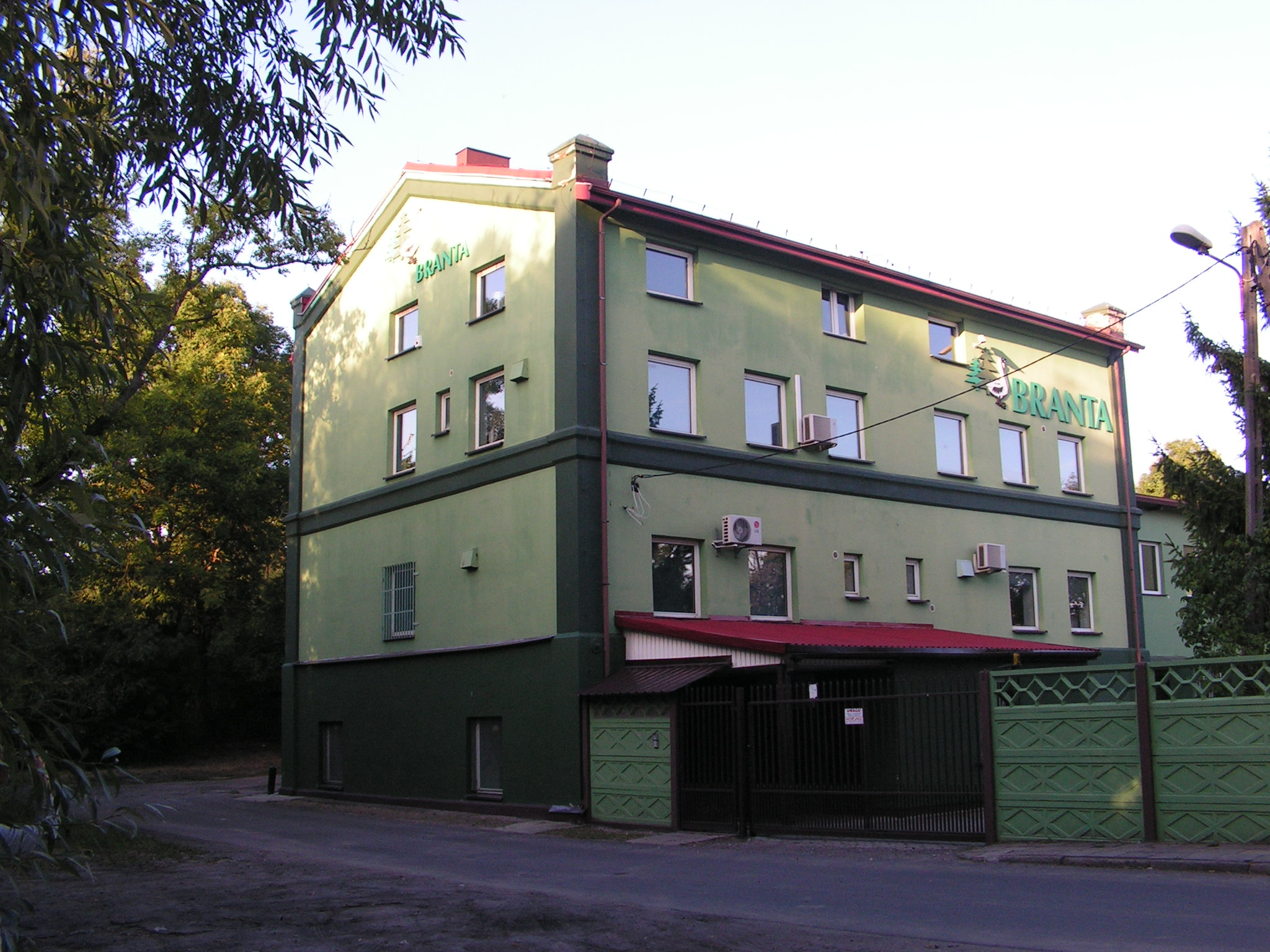
Dawny młyn wodny Słodowo przy ul. Słodowskiej 22

W 1377 roku Biskup Włocławka Zbylut z Wąsosza nadał Piotrowi Bagoszczy przywilej, w którym przekazuje mu młyn na Słodowie na prawie dziedziczenia. Warunkiem przywileju było to, że biskup miał otrzymywać 2/3 zboża z młynu. Pozostałą część zachowywał młynarz. Jednocześnie biskup zobowiązywał się do ponoszenia 2/3 kosztów naprawy grobli i opłacenia ludzi wykonujących naprawę oraz zastrzegał sobie prawo do nałożenia na młynarza obowiązku tuczenia dwóch świń na potrzeby zamku. Właściciel przywileju został zwolniony z prac ciężkich przy zamku. Jednocześnie mieszczanie z Włocławka otrzymali nakaz młócenia słodu wyłącznie w młynie nad Zgłowiączką. Piotr Bagoszcza posiadł brzeg rzeki przy młynie w górę do strumyka, z prawem do urządzenia ogrodu o powierzchni 1 morgi na jego brzegu. Biskup zachował natomiast pola przylegające do brzegu Zgłowiączki.
W przyszłości biskupi wydawali jeszcze przywileje w latach: 1745 (Walenty Aleksander Czapski), 1765, 1771 (Antoni Kazimierz Ostrowski), 1781 i 1783 (Józef Ignacy Rybiński). Wymienia się go w inwentarzach miasta Włocławka z lat: 1534, 1568, 1582, 1604, 1720 i 1751.
Młyn na Słodowie posiadał dwa koła (mączne i słodowe). Przynosił stosunkowo niskie dochody. Szymon Bielecki, który posiadł młyn na mocy przywileju z 1745 roku, dokonał przy nim niezbędnych napraw, a także wystawił w jego okolicy nowe budynki gospodarcze.
Według akt z 1827 roku młyny na Słodowie i Przysłodowie posiadali w wieczystej dzierżawie od miasta Włocławka pochodzący z Rypina Adam Beyer (ok. 1769-1857) i Fryderyka z Kopitzów (ok. 1789-1864), wdowa po młynarzu z folwarku Łęg Erneście Seidenschwantz (ok. 1763-1813). Nabyli oni prawo kosztem 200 złotych i rocznego czynszu 48,09 zł. Dokonali oni znacznego powiększenia budynków gospodarczych. Adam Beyer, wspólnie z bratem Fryderykiem był też dzierżawcą wspomnianego folwarku Łęg. W 1853 r. Beyerowie odstąpili prawo do wieczystej dzierżawie Kazimierzowi Bojańczykowi (1795-1855) i jego żonie Katarzynie Joannie z Gołębiewskich (1811-1874). Bojańczyk był włocławskim kupcem i założycielem własnego browaru we Włocławku. W 1856 r. spadkobierca Kazimierza Rafał Bojańczyk (1824-1885) sprzedał za 600 rubli prawo dzierżawy Karolowi Zenke i Wilheliminie z Ługowskich. Ci w 1871 r. wznieśli w tym miejscu nowy młyn, w którym zatrudniano cztery osoby. Młyn spłonął w kolejnym roku, a w 1874 r. został odbudowany. W 1878 roku Fryderyka Elżbieta Haack (1843-?), córka Karola i Wilhelminy Zenków, sprzedała prawa do młyna swoim synom Hermanowi Wilhelmowi (1864-1890) i Aleksandrowi Lucjanowi Haackom (1866-1926). Pochodzili oni z rodzin o tradycjach młynarskich. Młynarzem był ich ojciec Robert Haack (1840-?), zaś dziadek Fryderyk Wilhelm Aleksander Haack (1816-1899), znany szerzej jako założyciel fabryki maszyn rolniczych, był m.in. właścicielem innego młyna na terenie dzisiejszego Włocławka, w folwarku Świech. Haackowie wykupili młyn na własność. Powierzchnia gruntów młyńskich wyniosła wówczas 4 morgi. W 1926 roku spadkobiercą młynu został ziemianin Lucjan Karol Werner (1898-1950), syn Almy Elwiry Haack (1867-1945), która była rodzoną siostrą Hermana Wilhelma i Aleksandra Lucjana.
Na początku XX wieku młyn przekształcono w fabrykę, z kotłem parowym i maszyną parową o mocy 30 koni mechanicznych. Pracowało tu osiem osób. W 1906 roku Haackowie wydzierżawili młyn kupcom Ickowi Żychlińskiemu vel Żychlinowi (1854-?) i Herszowi Przedeckiemu. Według niektórych źródeł młyn dzierżawiła w tym okresie także spółka Hersza Przedeckiego i Gutowskiego, którzy w trakcie I wojny światowej wydzierżawili wspólnie młyn w Aleksandrowie Kujawskim. W przypadku Gutowskiego może być mowa o jednym z dwóch braci: Sucherze (1893-1943) lub Wolfie Władysławie (1894-1943). W 1913 roku dzierżawcą młyna została firma B-cia Hersz (1885-1941) i Majer (1887-po 1939) Żychlińscy vel Żychlin oraz Hiel Majer Czarny (1888-1941). Hersz i Majer Żychlińscy byli synami wymienianego wcześniej Icka. W 1928 roku Czarny został wyłącznym dzierżawcą. W 1930 roku został zmuszony do odsprzedaży dzierżawy z powodu zadłużenia z tytułu oprotestowanych weksli. Dzierżąwę przejął od niego Szlama Śliwicki. W 1932 r. młyn zajęła spółka Artura Heide oraz Róży z Zonabendów (1897-po 1939) i Hagary z Nurenbergów (ok. 1898-po 1939) Żychlin vel Żychlińskich. Hagara Żychlin była żoną Majera, zaś Róża - Hersza. Wspomnieni wyżej: Hersz Przedecki, Sucher i Wolf Gutowscy, Hersz i Majer Żychlińscy oraz Hiel Majer Czarny współpracowali ze sobą także w ramach spółki, która w latach 1923-1934 dzierżawiła młyn w Aleksandrowie Kujawskim.
Po II wojnie światowej osady Młyn i Przysłodowo został przejęte przez Skarb Państwa. Historia młyna zakończyła się w latach 50., kiedy to dzielnicę przeznaczono na tereny rekreacyjne.
Do dziś zachowały się jeden z budynków młyna przy ul. Słodowskiej 22 i dawny dom właściciela młyna przy ul. Słodowskiej 24, zbudowane ok. 1900 roku. Nie zostały one jednak wpisane do rejestru zabytków.

### Obóz jeniecki w czasie II wojny światowej
Podczas II wojny światowej na Słodowie zlokalizowany był obóz jeniecki dla żołnierzy Brytyjskiego Korpusu Ekspedycyjnego, pojmanych podczas kampanii we Francji. Prawdopodobnie były to obozy stalagu XXIB. Według różnych szacunków przebywało w nich od 200 do 300 więźniów. Obozy były uruchomione na przełomie lipca i sierpnia 1940 roku. Głównym budynkiem obozu był stary młyn wodny przy ul. Słodowskiej. Funkcjonował do 1943 roku.

### W Polskiej Rzeczypospolitej Ludowej i III Rzeczypospolitej

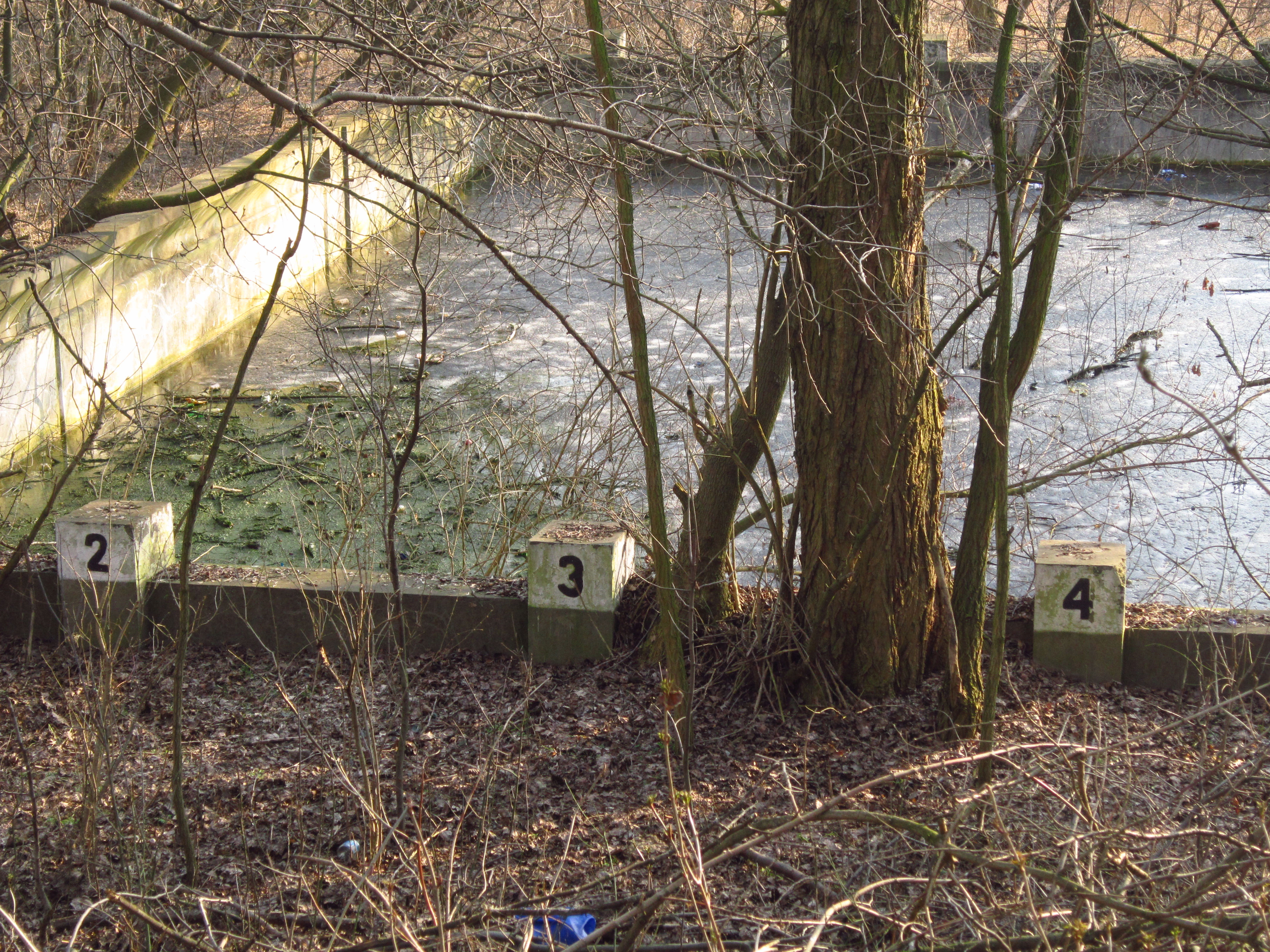
Ruiny jednego z odkrytych basenów

W 1956 r. na Słodowie ukończono budowę kąpieliska miejskiego nad Zgłowiączką. Były to dwa odkryte baseny ze zjeżdżalnią. W latach 60. i 70. XX wieku Włocławianie, zwłaszcza mieszkańcy dzielnic Zazamcza i Kokoszki, chętnie korzystali z basenów i terenów do nich przyległych.
Po wybudowaniu w latach 1971–1974 pierwszej krytej pływalni w mieście („Delfin” – przy al. Chopina) stare, odkryte kąpielisko porzucono, wkrótce pochłonęła je zieleń pobliskiego Parku im. Henryka Sienkiewicza. W 2017 roku w związku z przygotowaniem gruntu pod budowę nowego amfiteatru, pozostałości po dawnych basenach zostały rozebrane.

## Współcześnie

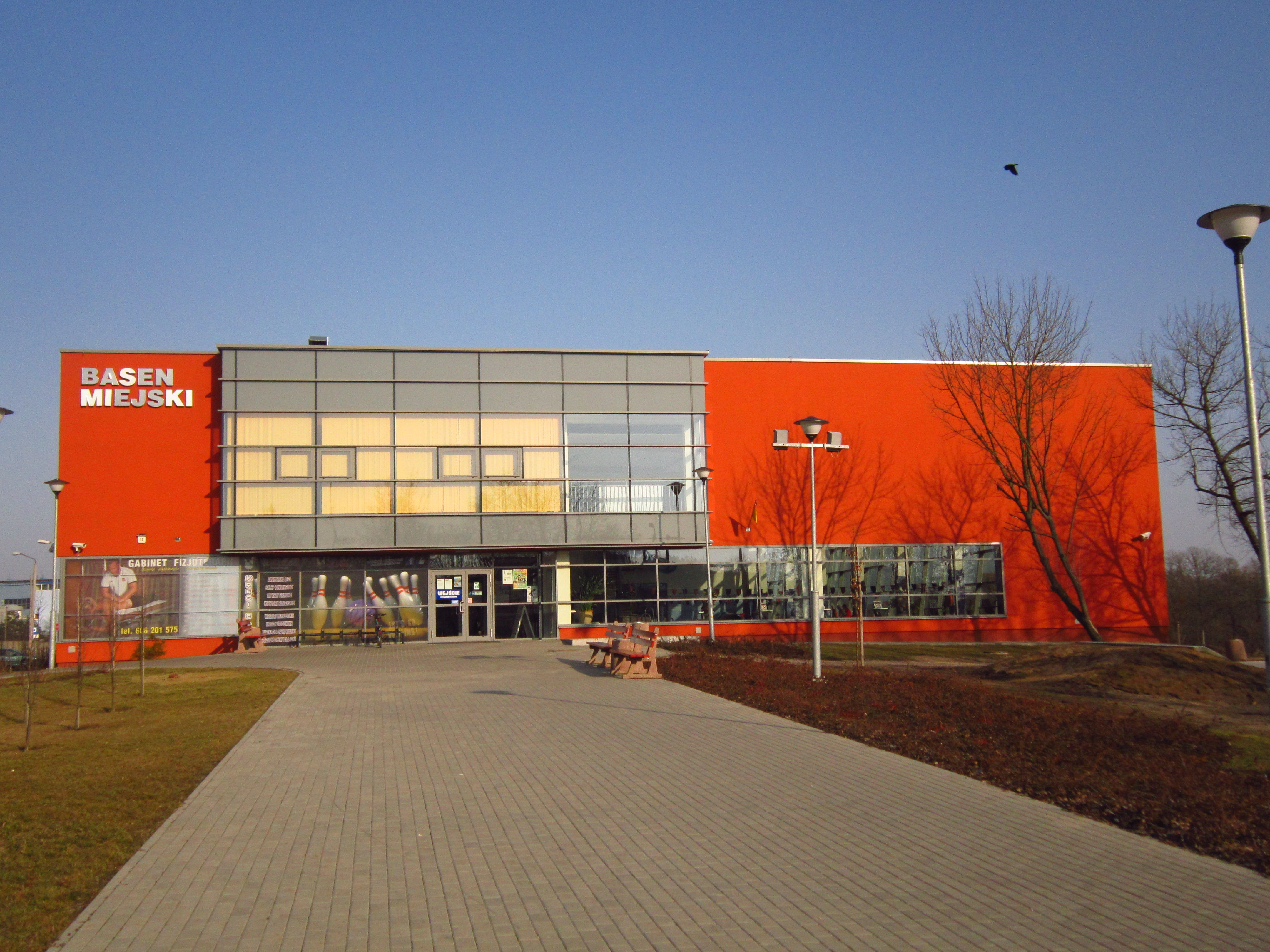
Międzyosiedlowy Basen Miejski przy ul. Wysokiej 12

W latach 2010–2012 na Słodowie zbudowano „Międzyosiedlowy Basen Miejski”, z adresem przy ul. Wysokiej 12. Wykonawcą gmachu była firma Alstal Grupa Budowlana, zaś inwestorem Gmina Miasto Włocławek. Otwarcie basenu nastąpiło 12 marca 2012 roku. W gmachu znajduje się: hala sportowa z basenem; hala rekreacyjna z niecką z torami do nauki pływania, lądowiskiem zjeżdżalni rurowej i gejzrem oraz brodzik dla dzieci. Basen wyposażono w liczne szatnie i przebieralnie, w tym dostosowane do potrzeb osób niepełnosprawnych. Znajdują się tu też pomieszczenia odnowy biologicznej z dwoma saunami suchymi. Na piętrze budynku znajdują się m.in. pomieszczenia administracyjne z salą konferencyjną, a także centrum nurkowe Mr. Jacques wraz ze sklepem z akcesoriami nurkowymi i pływackimi, Centrum Sportów Walki i Kawiarenka Na piętrze. Z kolei w piwnicy mieści się Kręgielnia Piwnica wraz ze szkółką bowlingową dla dzieci.
W 2013 roku obok basenu stanęły dwa boiska do siatkówki. Jedno z nich w okresie zimowych jest zamieniane w lodowisko. W kolejnych latach teren wzbogacił się o palenisko, kryte ławy, boisko do piłki plażowej i nożnej i tor przeszkód.
Przy ul. Szpitalnej 33 mieściła się Izba Wytrzeźwień. Zamknięto ją 31 grudnia 2013 roku z powodów finansowych. Budynek o powierzchni 500 m² posiada 27 pomieszczeń. Urząd Miasta przekazał go Hufcowi Związku Harcerstwa Polskiego Włocławek, którzy w 2014 roku utworzyli w tym miejscu Bazę Przygody Harcerskiej Strefy Współpracy.
Na Słodowie znajduje się jeden most betonowy nad rzeką Zgłowiączką, który obecnie łączy Park z ulicą Słodowską.

### Skatepark
W 2012 roku grupa California Park zgłosiła projekt budowy skateparku do pierwszej włocławskiej edycji Budżetu Obywatelskiego. Projekt został wybrany przez mieszkańców miasta, a na jego budowę przeznaczono 150 tysięcy złotych. W marcu 2013 roku ówczesny dyrektor Ośrodka Sportu i Rekreacji we Włocławku, Jan Sieraczkiewicz, wyznaczył na skatepark teren o powierzchni ok. 750 m² pod adresem Wysoka 12, w bezpośrednim sąsiedztwie Międzyosiedlowego Basenu Miejskiego, tuż w pobliżu dzisiejszego Parku na Słodowie. Wówczas otwarcie placu zapowiadano w tym samym roku. W maju poinformowano, że budowę rozłożono na dwa etapy, z czego pierwszy ma zostać zakończony jeszcze w tym samym roku, kolejny zaś w 2014 roku. Pierwszy przetarg, ogłoszony na przełomie maja i czerwca, został unieważniony. Kolejny ogłoszono w sierpniu 2013 roku. We wrześniu ogłoszono, że wykonawcami projektu zostanie konsorcjum firm ZCS Polska sp. z o.o. z Sopotu oraz Bullati Andrzej Ciuchta z Elbląga. Koszt inwestycji oceniono na 290 tysięcy złotych, a jego pierwszy etap miał zostać zakończony do 15 grudnia tego samego roku. 25 września działania samorządu ws. budowy skateparku spotkały się z krytyką ze strony Młodzieżowej Rady Miasta. W listopadzie 2013 r. rozpoczął się pierwszy etap prac związany z budową skateparku, polegający na przesunięciu górki do zjazdy na nartach i sankach. W tym etapie utworzono dwie z pięciu planowanych platform, a także wykonano oświetlenie za pomocą projektorów metahalogenowych i monitoringu. Przy okazji budowy zachowano możliwie najwięcej obszarów zielonych. 
Na początku 2020 roku rozpoczęto prace przy rozbudowanie skateparku, polegające m.in. na wyłożeniu terenu betonem. Wykonawcą rozbudowy parku jest firma MBZ. Na całość projektu przeznaczono z budżetu miasta 500 tys. złotych. Rozbudowa skateparku została ukończona 17 lipca, a jego uroczyste otwarcie miało miejsce 23 lipca. Na jego wyposażenie składają się obecnie banki, quartery, funboxy, grinboxy, poręcze, minirampy oraz murki poziome i skośne.
Obecnie planuje się rozbudowę skateparku o pumptrack o powierzchni 215 m², który zlokalizowany będzie na terenie między basenem a kortami tenisowymi. Przy okazji budowy okoliczne tereny zostaną zagospodarowane zielenią, chodnikami i elementami małej architektury. Wykonawcę projektu, na który miasto przeznaczyło budżet w wysokości 440 tysięcy złotych, wyłoniono w trzecim z ogłoszonych przetargów. W pierwszych dwóch nie wpłynęły żadne oferty. 4 października 2020 roku ogłoszono, że przetarg wygrała firma BikeUniverse Sp., która wybuduje pumptrack za 429 tysięcy złotych.

### Park na Słodowie

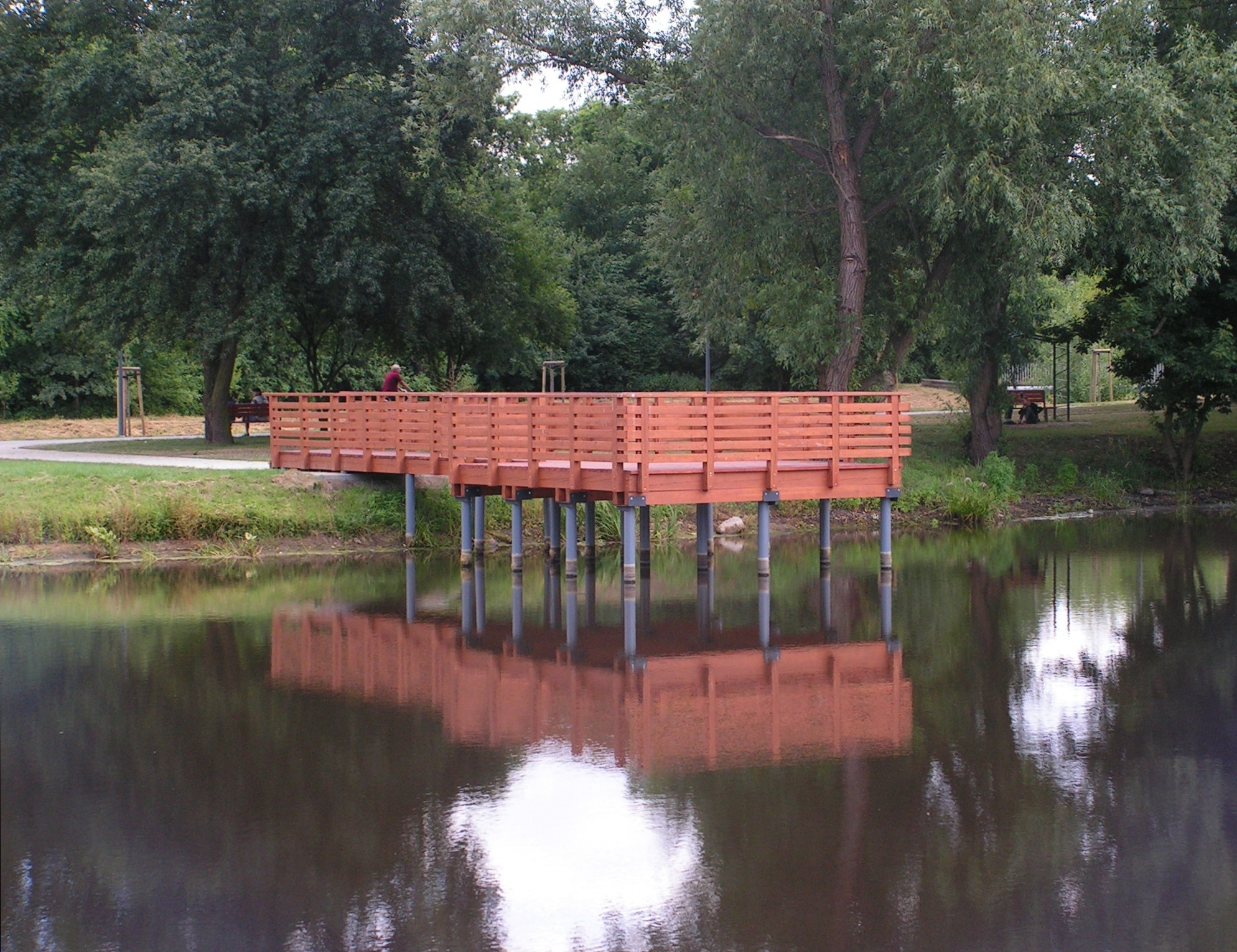
Pomost na starorzeczu rzeki Zgłowiączki w Parku na Słodowie

W latach 2017–2019 utworzono Park na Słodowie, będący przedłużeniem Parku im. Henryka Sienkiewicza. W tym celu uporządkowano teren m.in. poprzez zburzenie pozostałości po dawnych basenach i wycięcie drzew. Prace miały pierwotnie potrwać do 2018 roku, ostatecznie ukończono je w roku następnym. Inwestycja wraz z rewaloryzacją zieleni w Parku Sienkiewicza kosztowała przeszło 16 milionów złotych. Zrealizowało je konsorcjum firm: „Zielony Ogród” Spółka z o.o. ze Słupna oraz Firma Remontowo-Budowlana „Lipowski” Spółka Jawna Grzegorz Lipowski z Płocka.
Park na Słodowie połączyła z Parkiem Sienkiewicza ścieżka pieszo-rowerowa. Na Słodowie wybudowano m.in. kort tenisowy; dwa place zabaw ruchowych oraz plac zabaw dla dzieci; dwa stoły do ping-ponga; siłownia zewnętrzna i punkt widokowo-rekreacyjny z dwunastoma leżakami. Nad jednym ze zbiorników wodnych, będących starorzeczem rzeki Zgłowiączki, usytuowano pomost. Umocniono skarpę przy Międzyosiedlowym Basenem Miejskim, tworząc w tym miejscu amfiteatr. Umiejscowiono liczne elementy małej architektury, m.in. altanę, ławki, pergole i poidła. Założono nowe trawniki, łąkę kwietną, posadzono ok. 450 drzew i dużych krzewów, ok. 4400 krzewów liściastych, ok. 3700 roślin okrywowych i ok. 900 roślin wodnych i przywodnych. Park na Słodowie posiada też oświetlenie. Ścieżki rowerowe i schody połączyło Słodowo z ulicami Wysoką i Szpitalną.
Według sondażu przeprowadzonego przez portal DDWloclawek.pl, w którym wzięło 2200 osób, 92% Włocławian oceniło pozytywnie efekt rewitalizacji Parku na Słodowie.
Od samego początku Park na Słodowie wraz z amfiteatrem stał się jednym z miejsc, gdzie odbywają się imprezy plenerowe. Od 25 maja 2019 roku odbywa się tu parkrun, na trasie od ścieżki łączącej park z ulicą Wysoką przy Międzyosiedlowym Basenie Miejskim, wzdłuż rzeki Zgłowiączki do ścieżki łączącej Park im. Henryka Sienkiewicza z ulicą Wyszyńskiego. Dzięki wspomnianemu wyżej połączeniu i rewitalizacji parków, bieg na całej swej długości odbywa się po ścieżce spacerowo-rowerowej.

## Most kolejowy nad Zgłowiączką
W 1862 roku oddano do użytku most kolejowy, którego budowa wiązała się z przeprowadzeniem przez Włocławek linii kolei warszawsko-bydgoskiej. Jest to most w formie arkady. Do 1914 roku zdobiły go dwa medaliony z datą jego budowy. Podczas I wojny światowej most został zburzony przez Niemców 21 września 1914 roku. Niedługo potem został odbudowany. Przez wiele lat most oddzielał dzielnicę od istniejącego po drugiej stronie Parku im. Henryka Sienkiewicza. W początkach lat 10. XXI wieku Słodowo zostało skomunikowane z parkiem poprzez budowę przejścia pod mostem. Po rewitalizacji z lat 2017–2019, Parki na Słodowie i Sienkiewicza zostały ostatecznie połączone jedną ścieżką biegnącą pod mostem kolejowym.

## Galeria

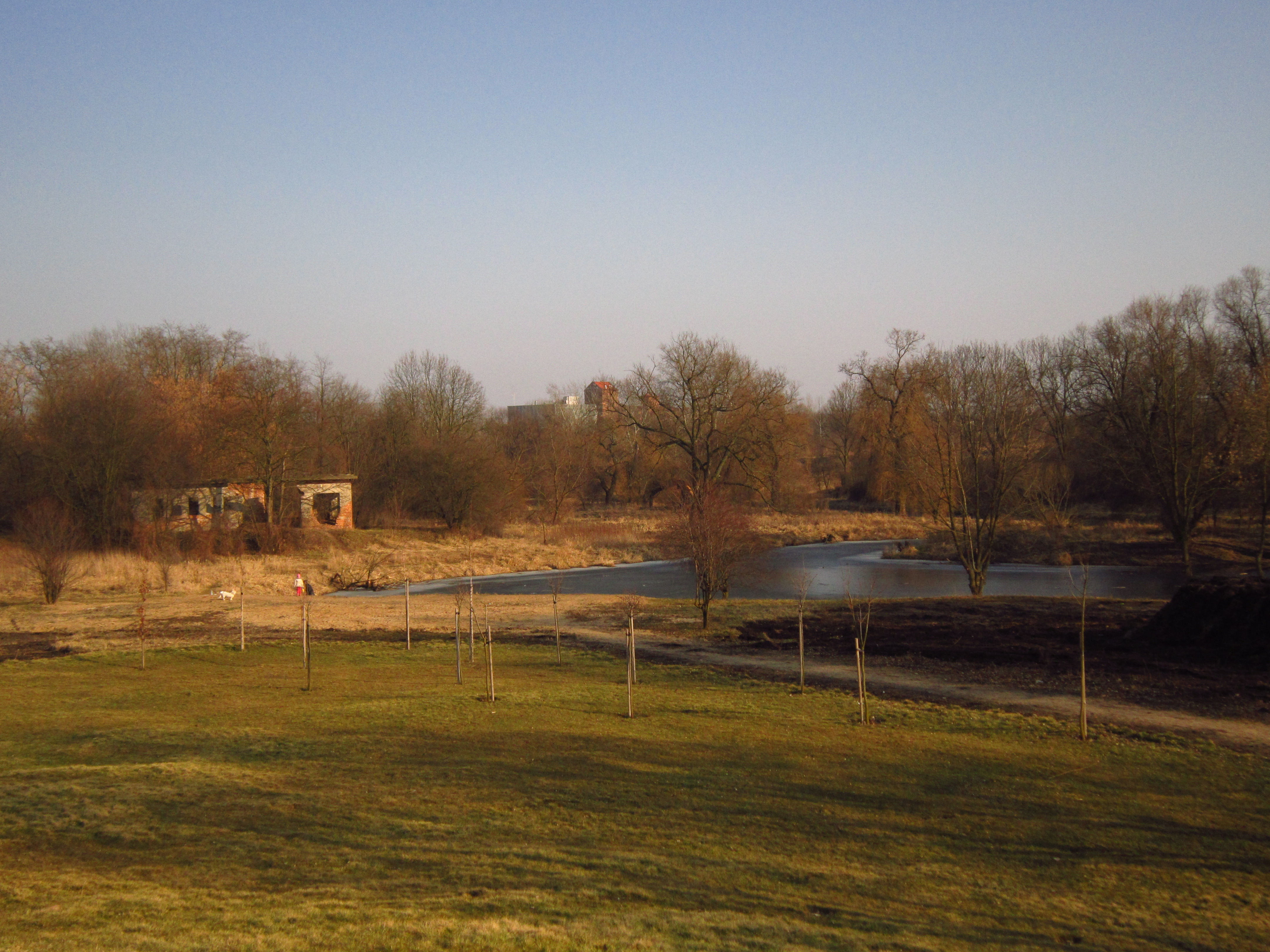
Panorama Słodowa sprzed rewitalizacji parku
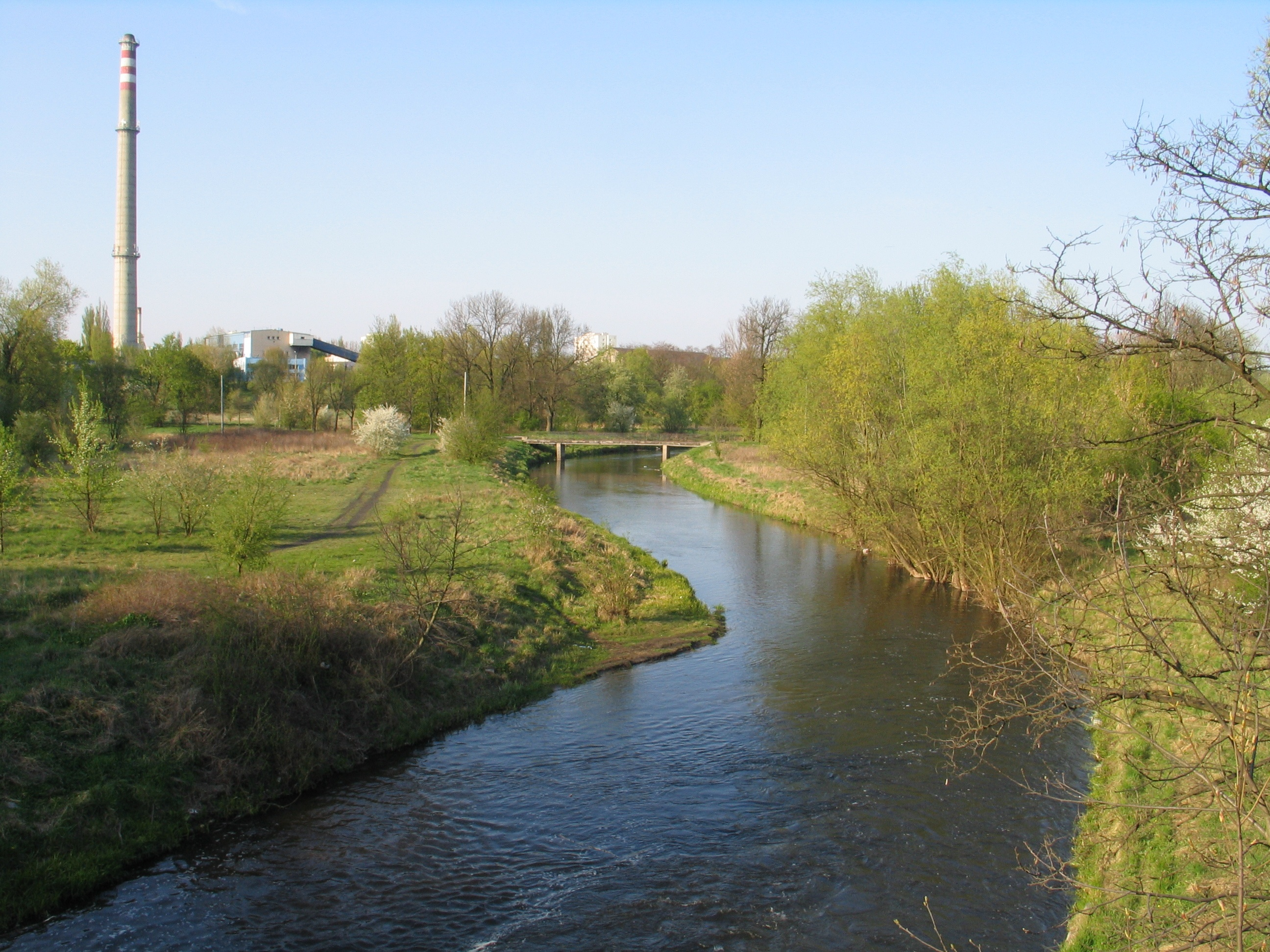
Zgłowiączka przepływająca przez Słodowo
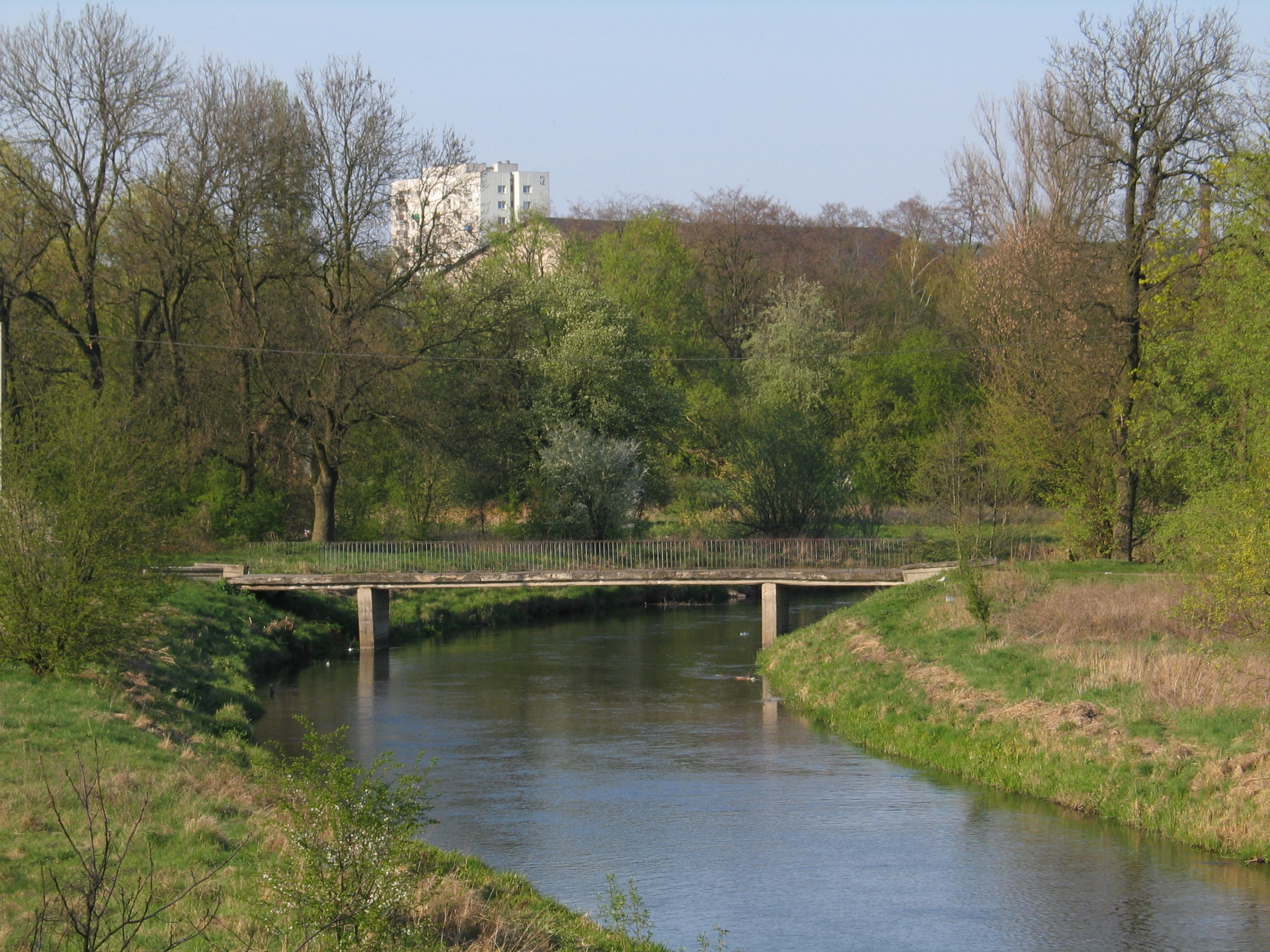
Widok z mostu drogowego na ul. Wysokiej
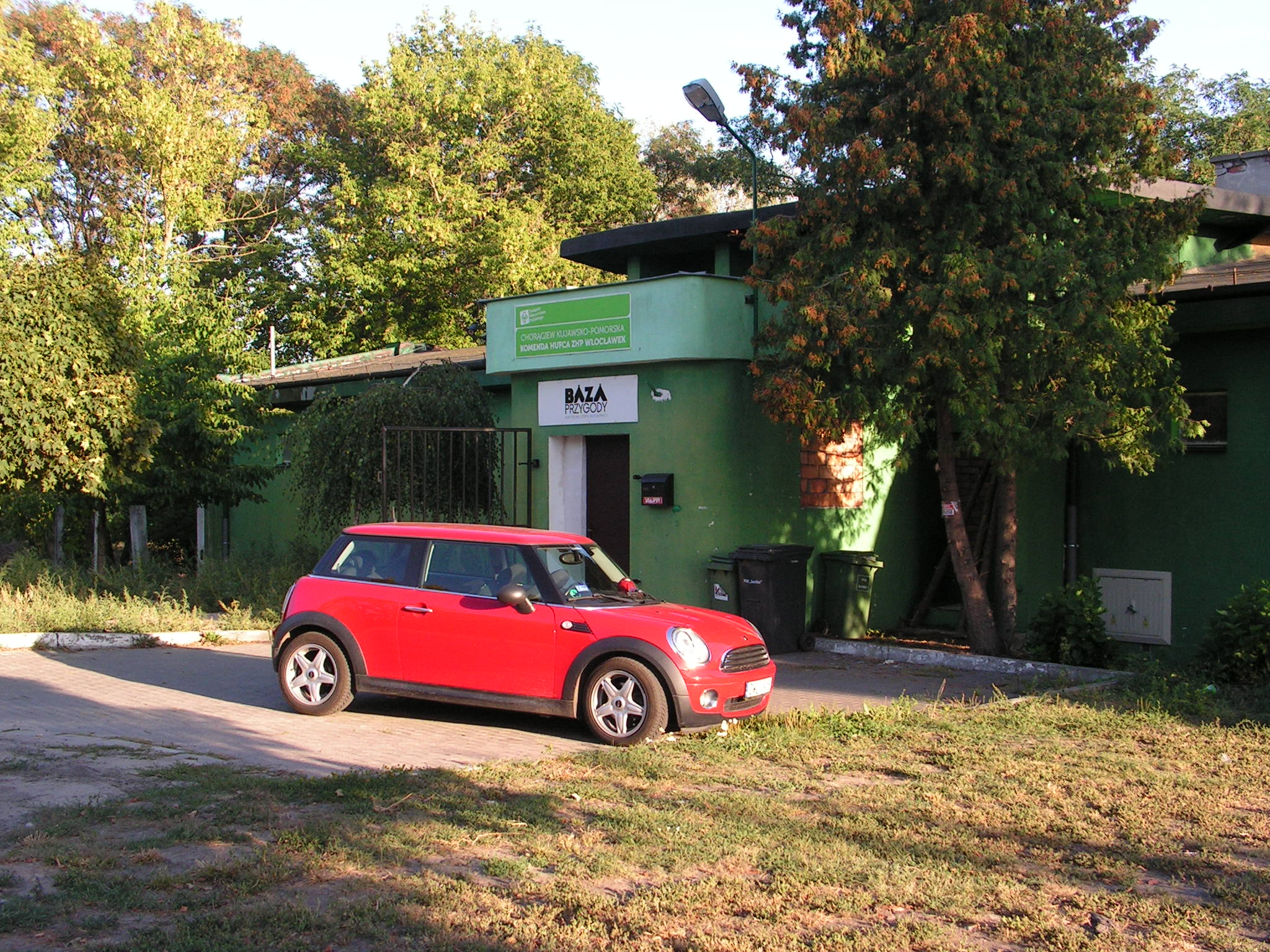
Baza Przygody przy ul. Szpitalnej
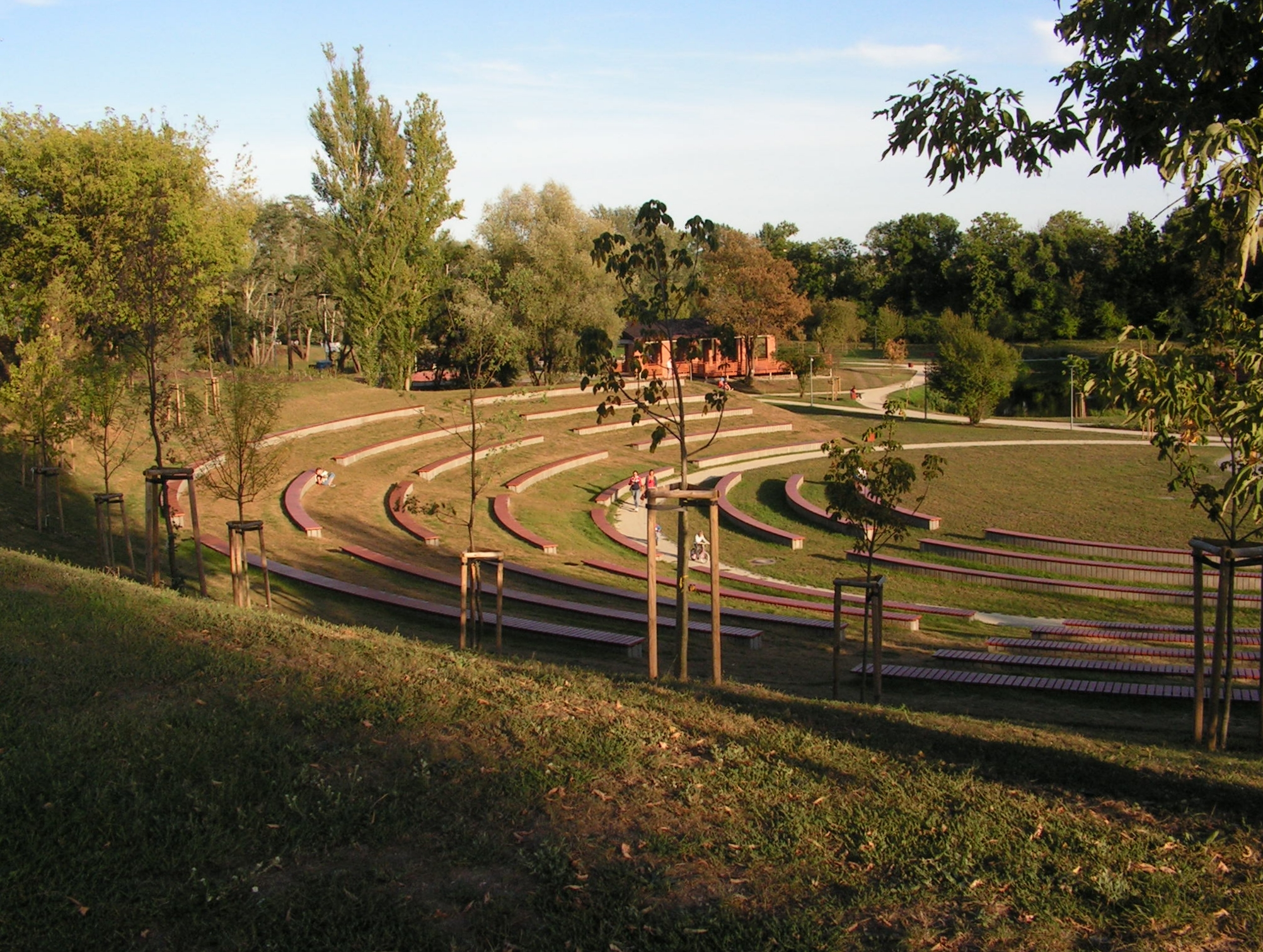
Amfiteatr
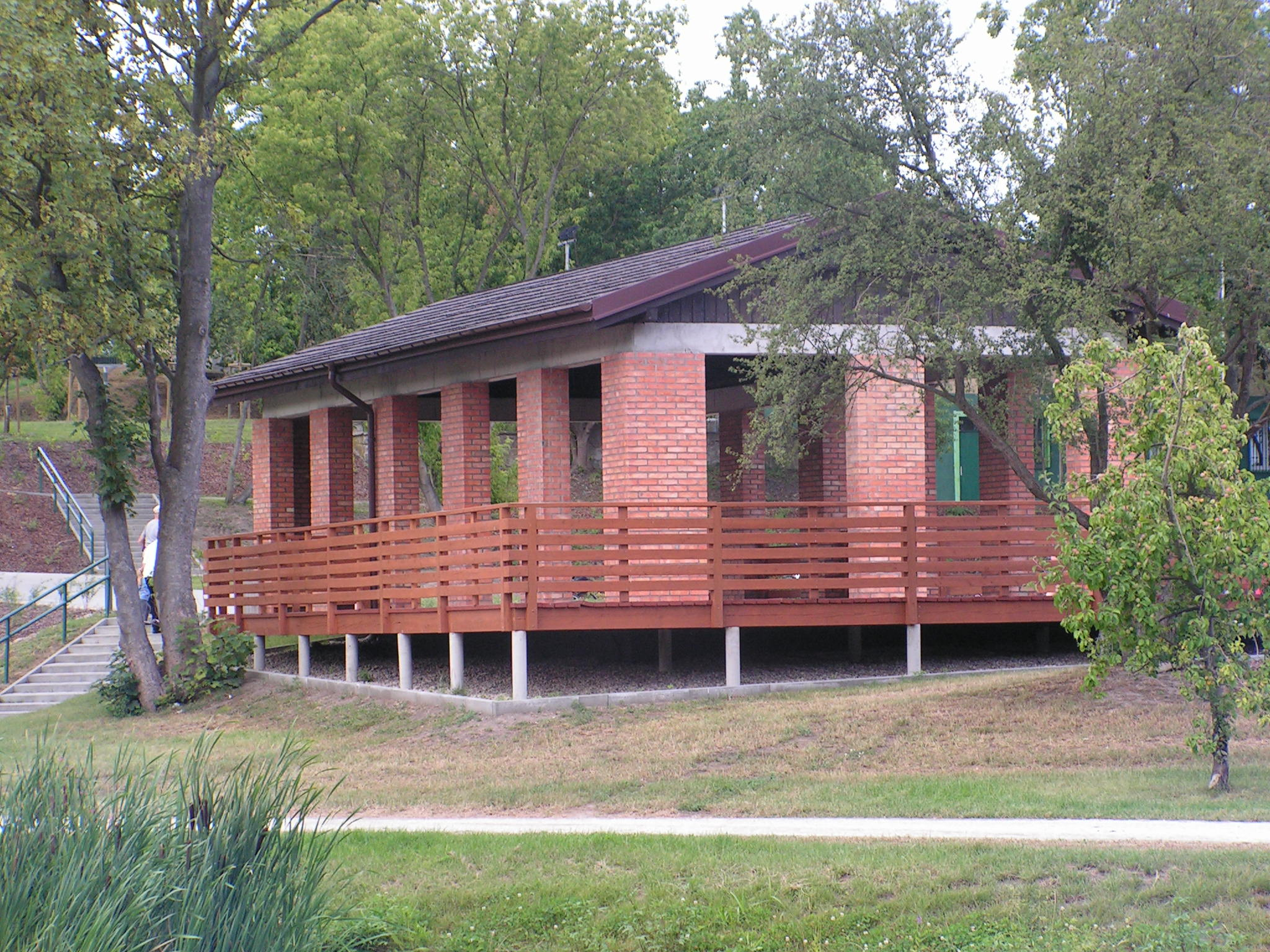
Taras widokowy nad starorzeczem Zgłowiączki
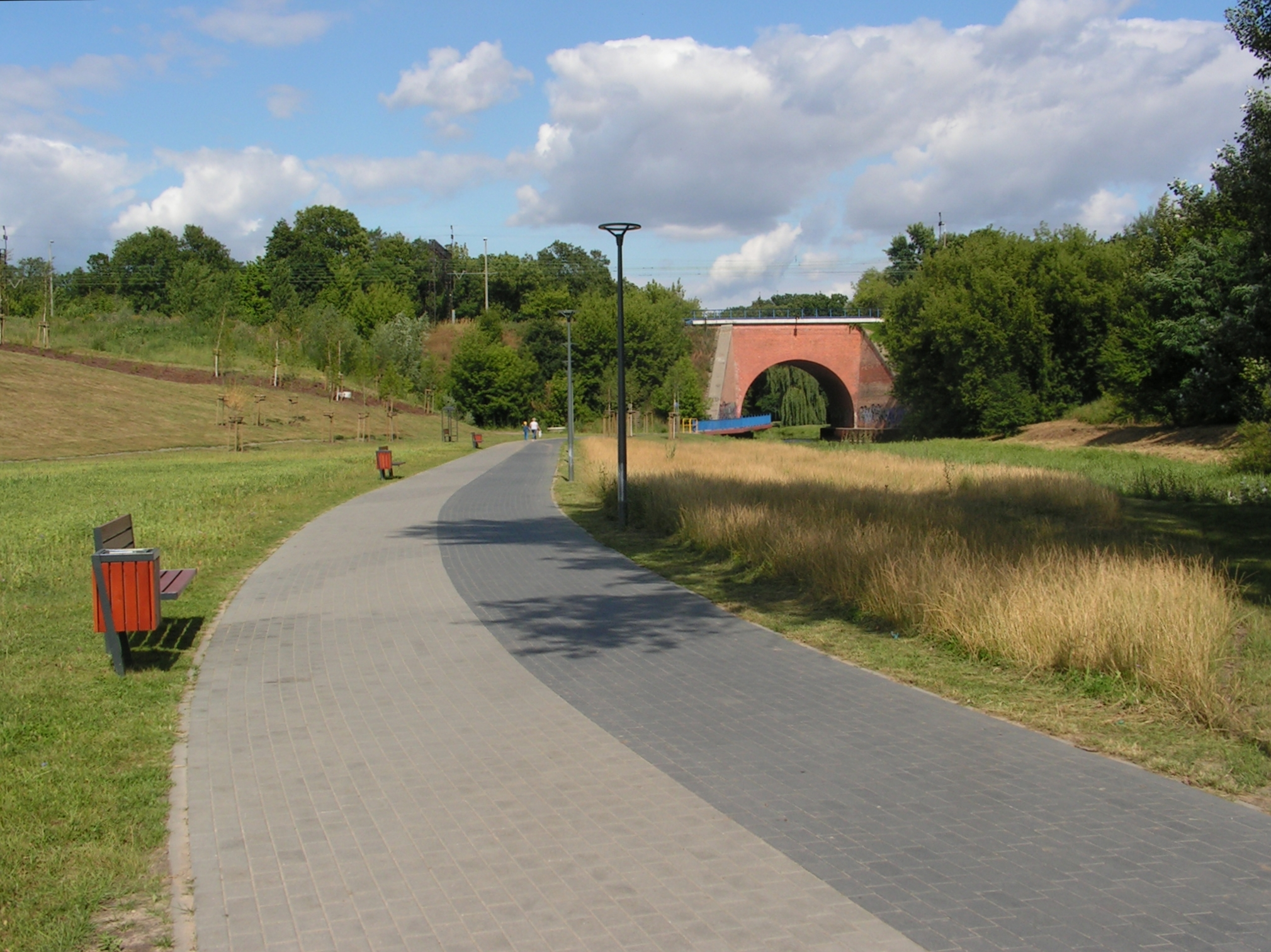
Ścieżka w Parku na Słodowie
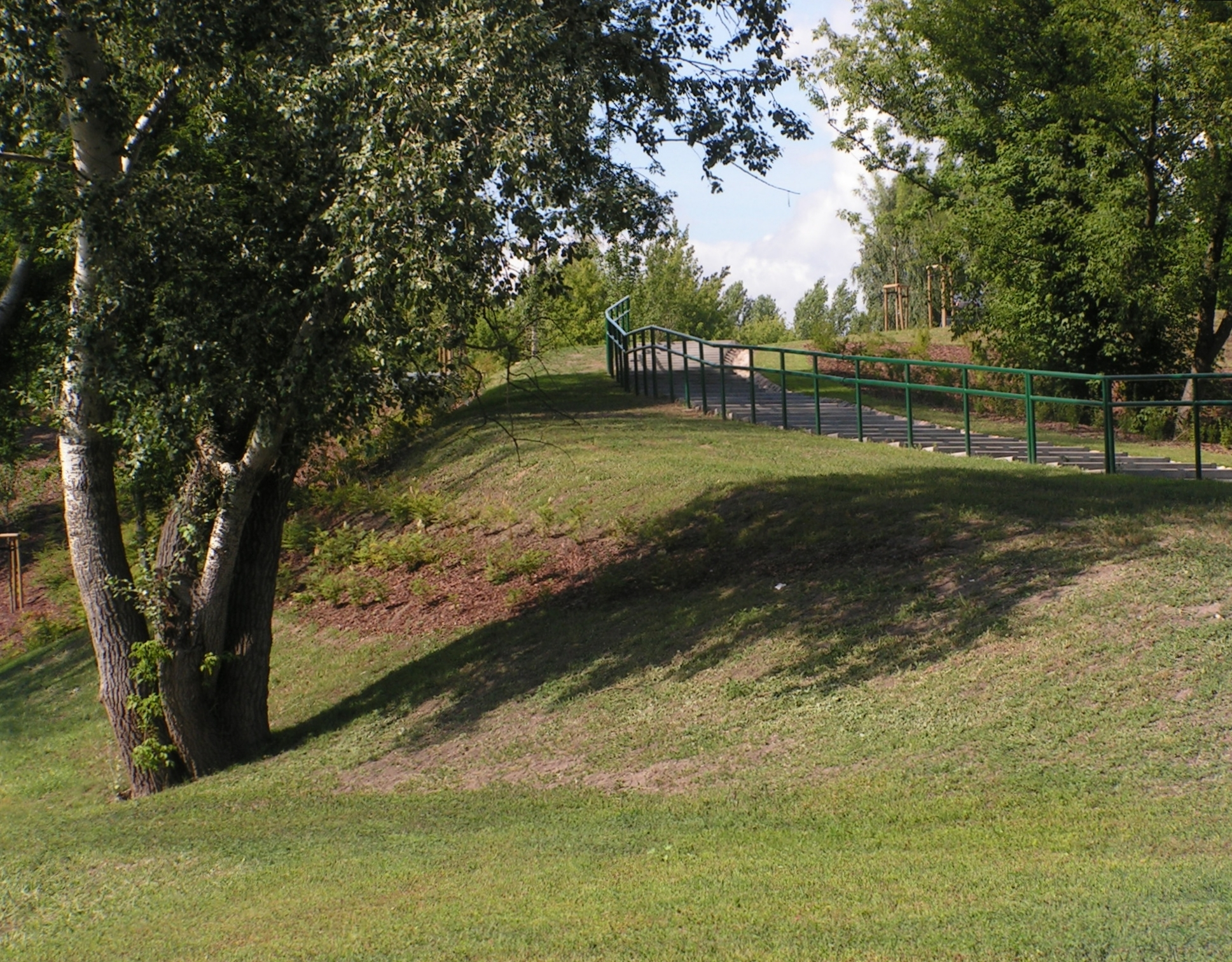
Schody łączące park z ul. Szpitalną
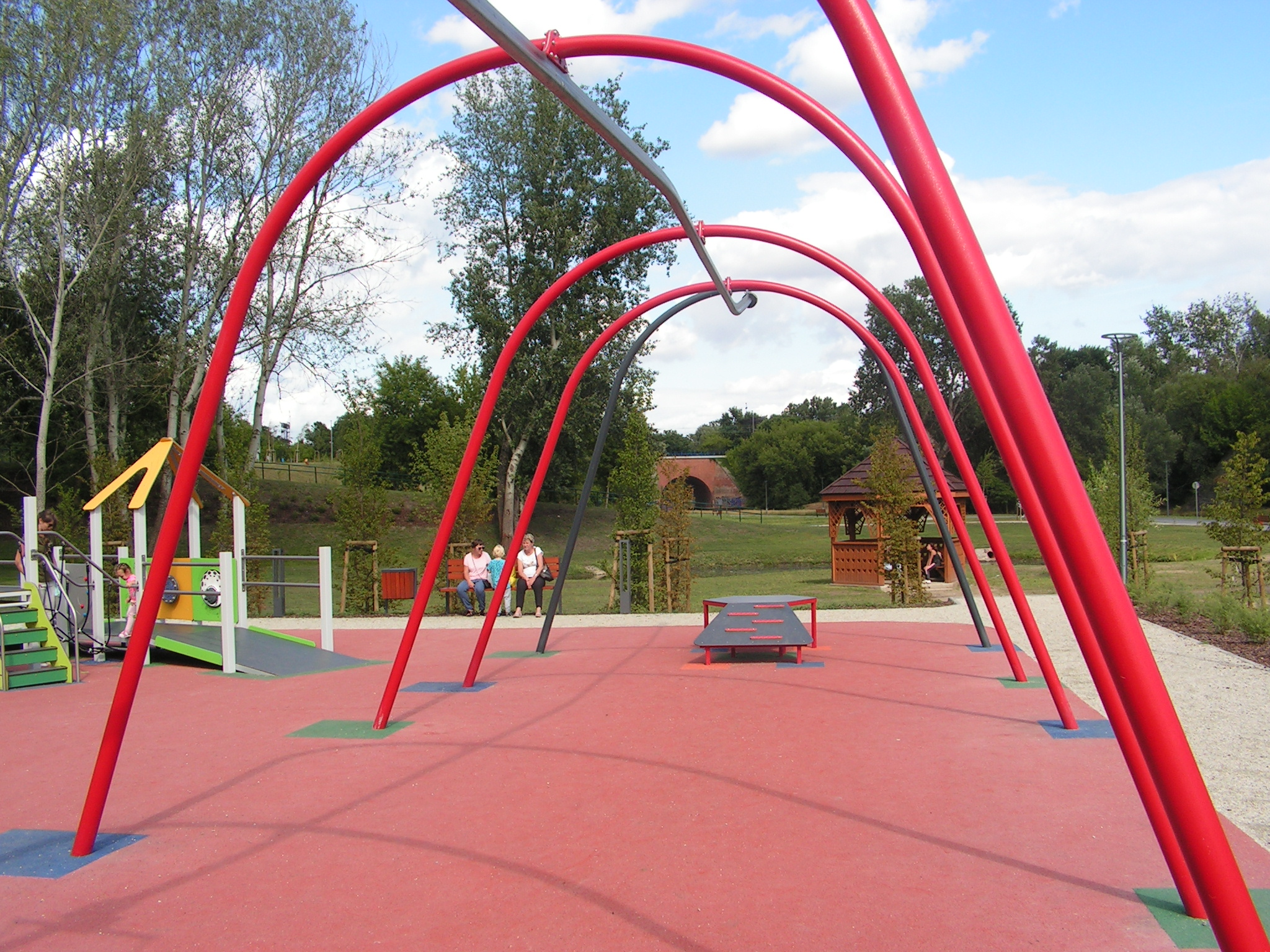
Plac zabaw
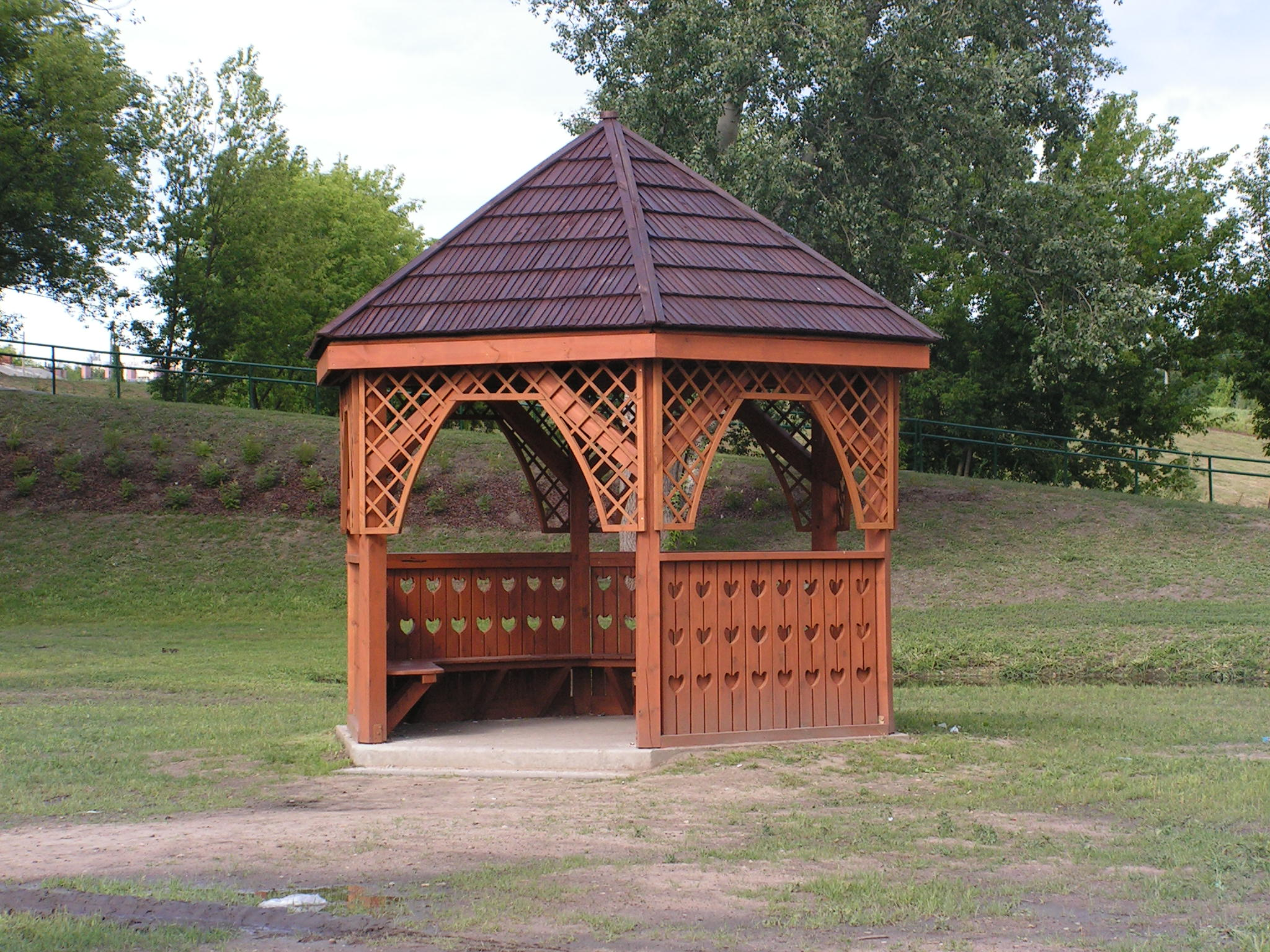
Altana w Parku na Słodowie
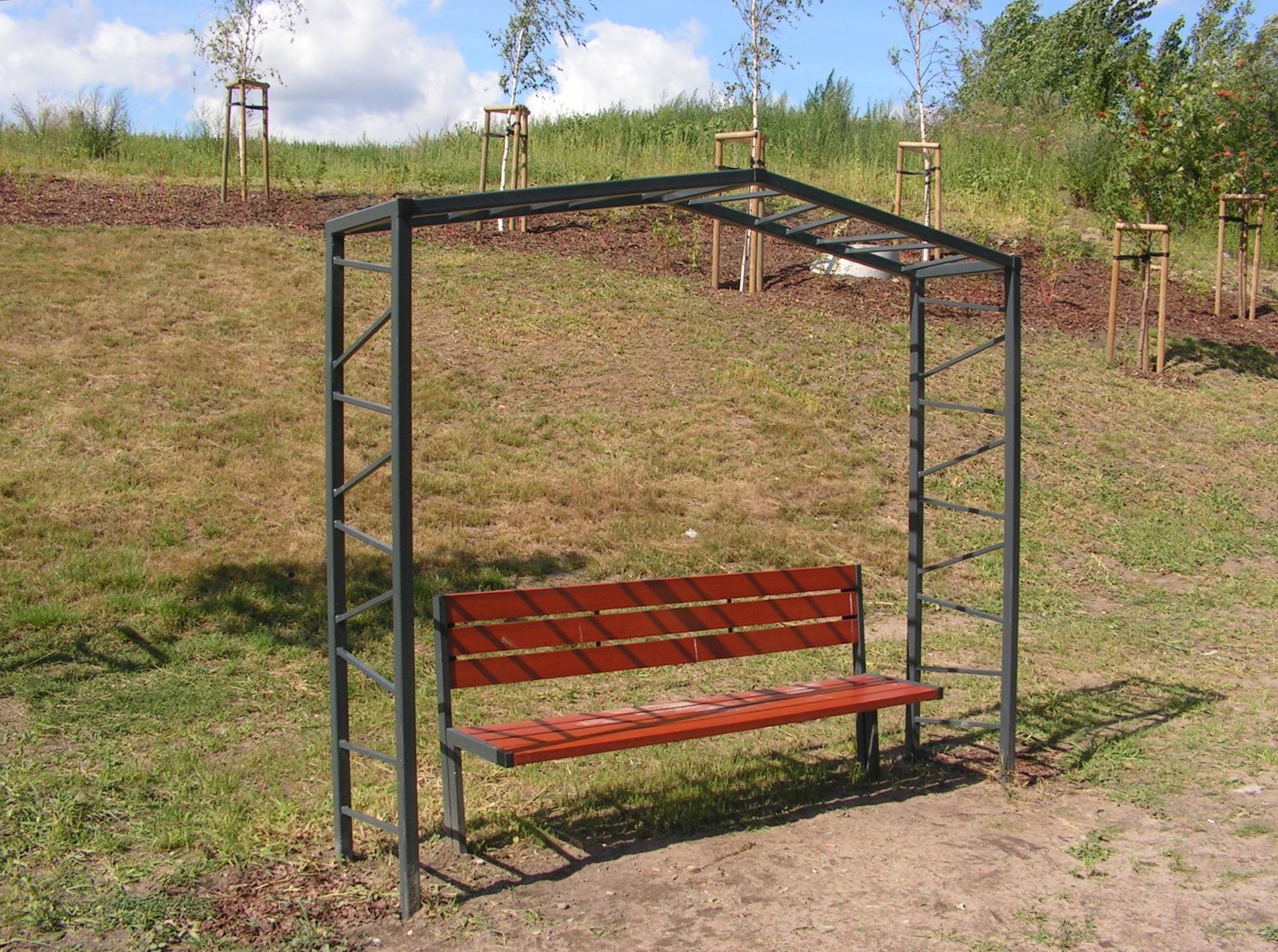
Ławka zakochanych w Parku na Słodowie
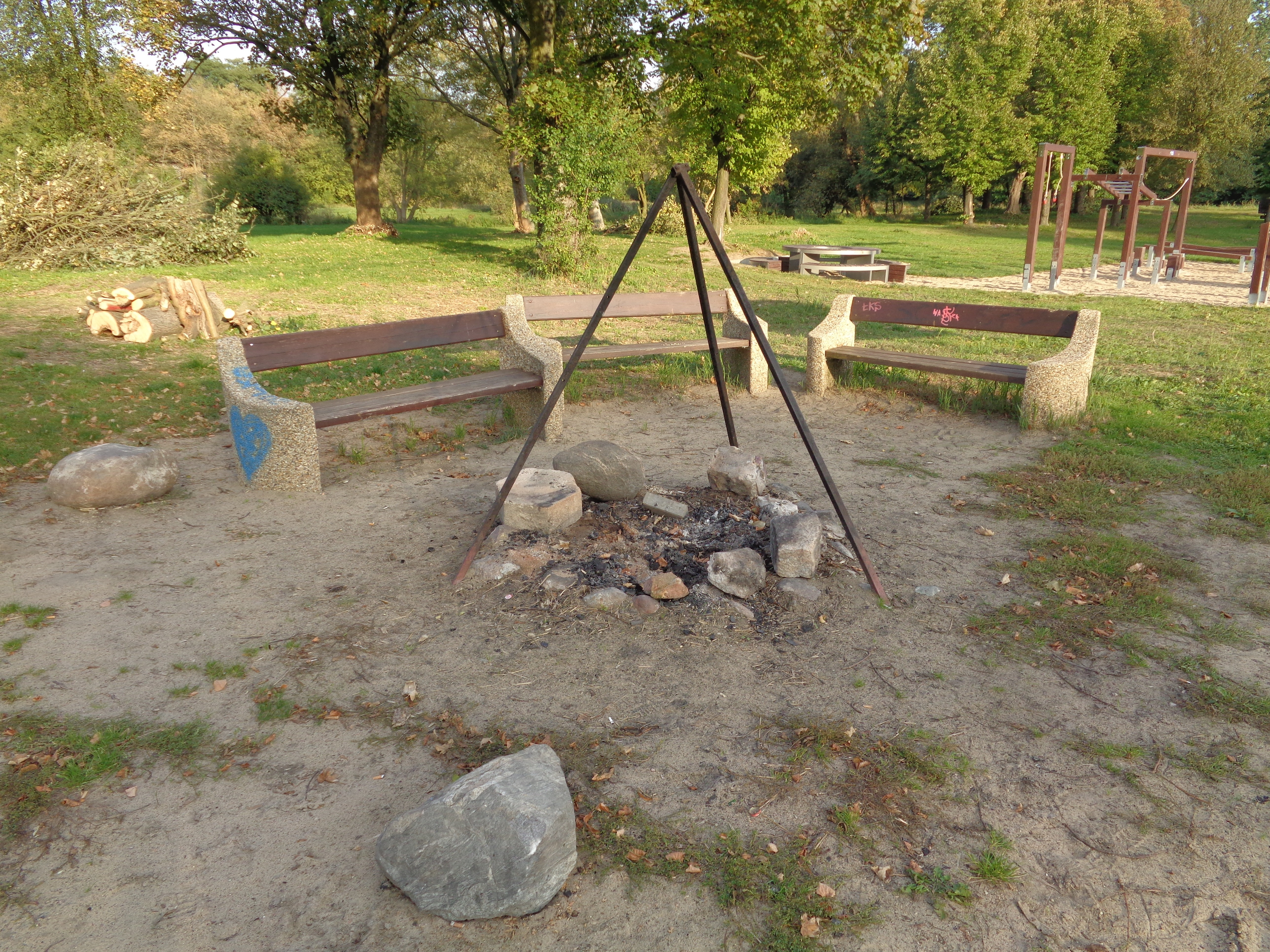
Palenisko
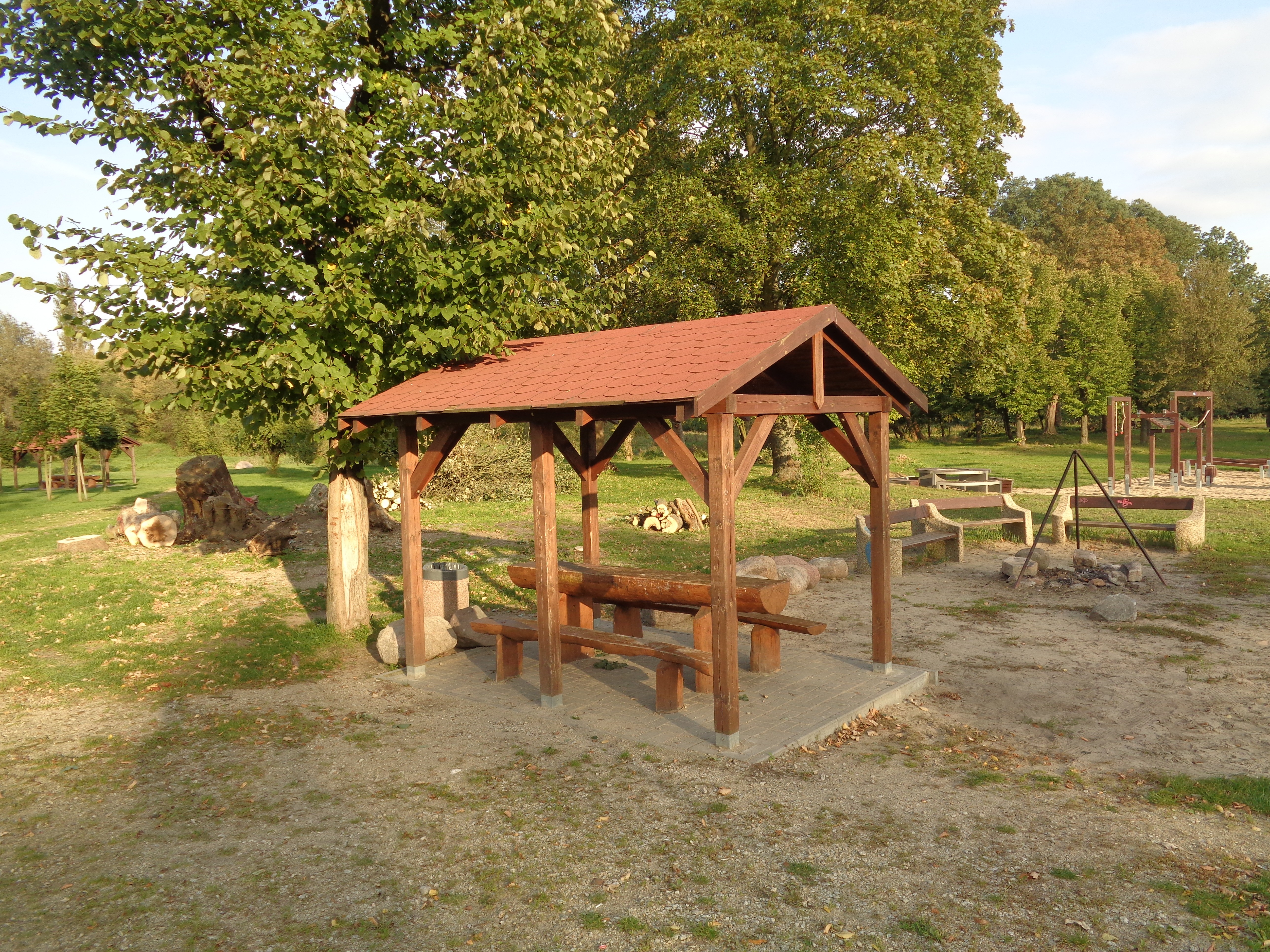
Kryte ławy
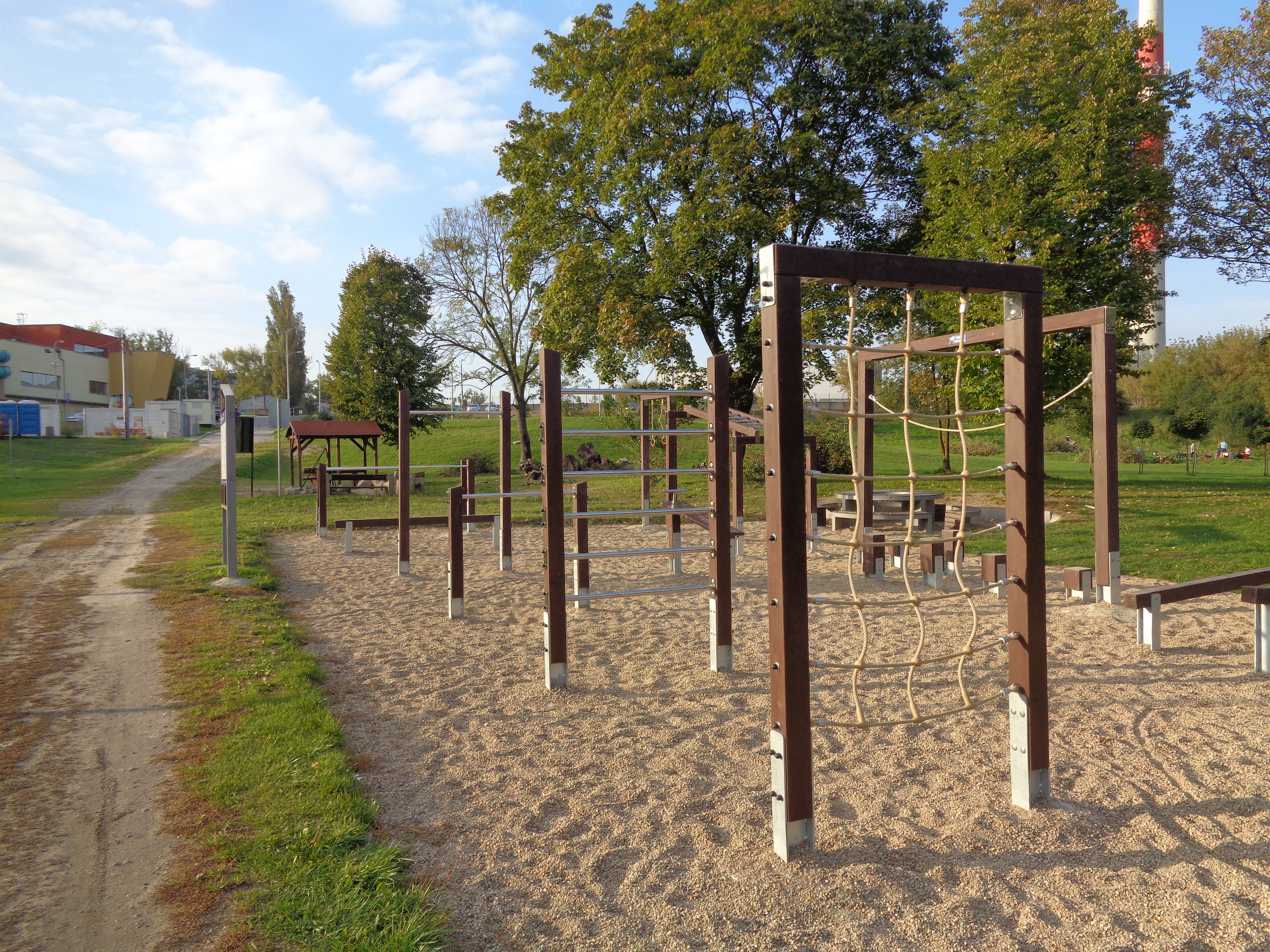
Tor przeszkód
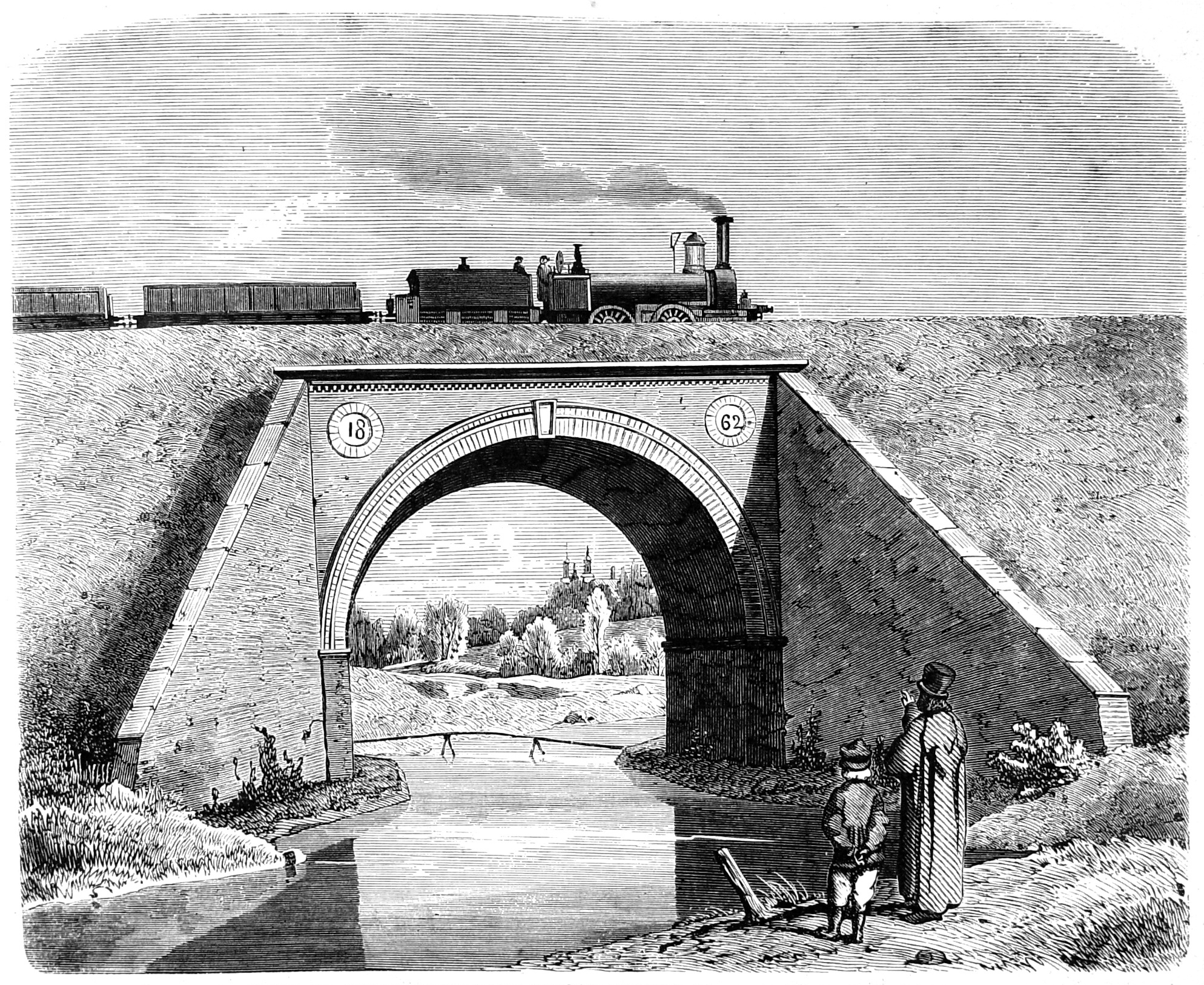
Most kolejowy na rycinie Juliana Ceglińskiego z 1863 roku
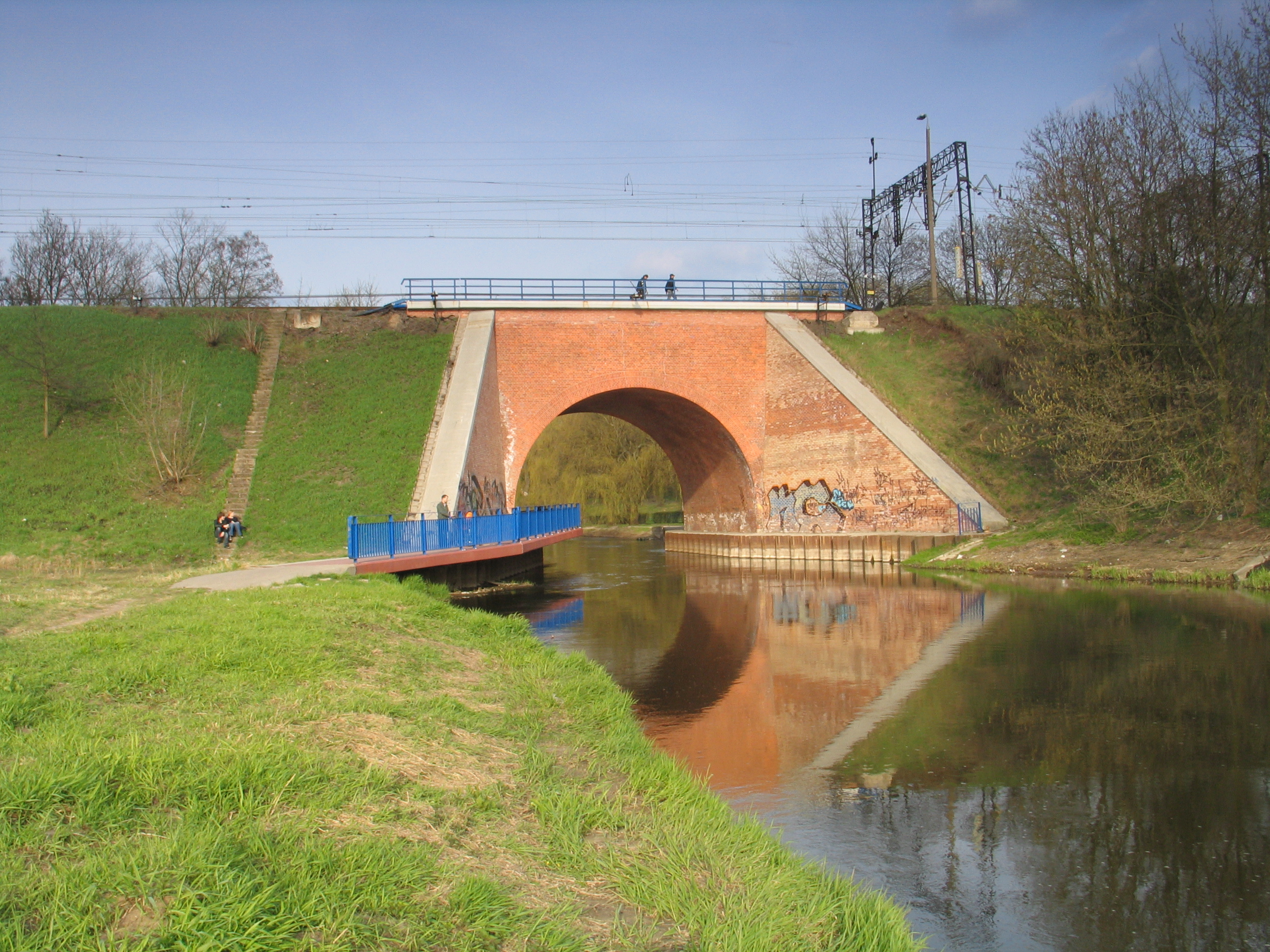
Most kolejowy współcześnie